# ジャイルズ郡 (テネシー州)
ジャイルズ郡（英: Giles County）は、アメリカ合衆国テネシー州の南部に位置する郡である。2010年国勢調査での人口は29,485人であり、2000年の29,447人から0.1%増加した。郡庁所在地はプラスキ市（人口7,870人）であり、同郡で人口最大の都市でもある。
南部の農業政策開発者かつ出版者のカリー・コブが郡内で生まれた。雑誌「プログレッシブ・ファーマー」の編集者を務めた後、フランクリン・ルーズベルト大統領の政権で、ニューディール政策の機関である農業調整局綿花部の支配人としてワシントンD.C.駐在を指名された。

## 歴史
ジャイルズ郡の郡名は、バージニア州選出のアメリカ合衆国上院議員であり、テネシーがアメリカ合衆国16番目の州に昇格することを推進したウィリアム・ブランチ・ジャイルズに因んで名付けられた。ジャイルズは火事で4回も焼けた市や郡庁舎の再建も支援した。現在の郡庁舎は1859年に、ジョージ・ムーア・アンド・サンズ社によって建設された。建設費は約3万ドルだった。南北戦争にも耐えたが、大きな損傷を受けた。ジャイルズ郡の英雄の一人であるジェイムズ・マッカラムがテネシー・メイソンのグランドマスターとなり、アメリカ連合国議会議員、市長を務めた。マッカラムは郡内で70年間暮らした。
1807年11月にモーリー郡が設立された時まで、後にジャイルズ郡となった領域はウィリアムソン郡の一部と考えられていた。モーリー郡設立の2年後の1809年11月14日、テネシー州議会の法によって、モーリー郡の南部からジャイルズ郡が設立された。この新郡の半分近くは1816年9月までチカソー族の領域になっていた。

## 地理
アメリカ合衆国国勢調査局に拠れば、郡域全面積は611平方マイル (1,582.5 km2)であり、このうち陸地611平方マイル (1,582 km2)、水域は0平方マイル (1 km2)で水域率は0.04%である。

### 空港
アバーナシー飛行場はジャイルズ郡とプラスキ市が所有する公共用途空港である。プラスキ市中央事業地区から南西3カイリ (6 km) に位置している。

### 隣接する郡
- モーリー郡 - 北
- マーシャル郡 - 北東
- リンカーン郡 - 東
- ライムストーン郡 (アラバマ州) - 南
- ローレンス郡 - 西

## 人口動態

2000人口ピラミッド

以下は2000年国勢調査による人口統計データである。
| 基礎データ - 人口: 29,447人 - 世帯数: 11,713 世帯 - 家族数: 8,363 家族 - 人口密度: 19人/km2（48人/mi2） - 住居数: 13,113軒 - 住居密度: 8軒/km2（22軒/mi2） 人種別人口構成 - 白人: 86.44% - アフリカン・アメリカン: 11.80% - ネイティブ・アメリカン: 0.30% - アジア人: 0.35% - 太平洋諸島系: 0.01% - その他の人種: 0.21% - 混血: 0.89% - ヒスパニック・ラテン系: 0.90% 年齢別人口構成 - 18歳未満: 24.5% - 18-24歳: 8.3% - 25-44歳: 27.9% - 45-64歳: 24.8% - 65歳以上: 14.5% - 年齢の中央値: 38歳 - 性比（女性100人あたり男性の人口） - 総人口: 94.4 - 18歳以上: 91.2 | 世帯と家族（対世帯数） - 18歳未満の子供がいる: 31.4% - 結婚・同居している夫婦: 55.8% - 未婚・離婚・死別女性が世帯主: 11.9% - 非家族世帯: 28.6% - 単身世帯: 25.7% - 65歳以上の老人1人暮らし: 11.2% - 平均構成人数 - 世帯: 2.47人 - 家族: 2.96人 収入と家計 - 収入の中央値 - 世帯: 34,824米ドル - 家族: 41,714米ドル - 性別 - 男性: 31,221米ドル - 女性: 22,221米ドル - 人口1人あたり収入: 17,543米ドル - 貧困線以下 - 対人口: 11.7% - 対家族数: 9.0% - 18歳未満: 14.5% - 65歳以上: 14.8% |

## 犯罪
1995年11月15日、ジャイルズ郡リンビルの町にあるリッチランド高校で銃乱射事件が起こった。上級の生徒ジェミー・ラウスが学校の北玄関で2人の教師と1人の女生徒を撃った。教師1人と女生徒が死亡し、もう1人の教師は重傷を負った。ラウスは有罪となり、終身刑を宣告された。この銃撃に関わったことで上級生のスティーブン・アボットも40年間の禁固を宣告された。その朝アボットは車でラウスをリッチランド高校まで連れて行っており、ラウスがそこで教師を銃撃することを知っていた。
この事件は1999年にコロラド州でコロンバイン高校銃乱射事件がおきるまでは、重要な学校銃乱射事件とされていた。
2000年、ジャイルズ郡で逮捕された者の数は1,268人であり、プラスキ市だけで781人だった。この年、殺人は1件だった。統一犯罪報告書による2003年の記録では、犯罪率が逮捕率71に落ちたものの、この年、郡民の8.8%が逮捕されたことになった。2003年に殺人事件は無かった。

## 著名な出身者
- アーロン・ヴェナブル・ブラウン、第13代テネシー州知事（在任 1845年 - 1847年）[9]